# Міловиці (Опольське воєводство)
Міловиці (пол. Miłowice, нім. Mühlsdorf) — село в Польщі, у гміні Біла Прудницького повіту Опольського воєводства.
Населення — 132 особи (2011).

## Демографія
Демографічна структура станом на 31 березня 2011 року:
|          | Загалом | Допрацездатний вік | Працездатний вік | Постпрацездатний вік |
| -------- | ------- | ------------------ | ---------------- | -------------------- |
| Чоловіки | 64      | 13                 | 41               | 10                   |
| Жінки    | 68      | 15                 | 34               | 19                   |
| Разом    | 132     | 28                 | 75               | 29                   |